# Neil Farrell Jr.
Neil Farrell Jr. (Mobile, 9 settembre 1998) è un giocatore di football americano statunitense che milita nel ruolo di defensive tackle per i Miami Dolphins della National Football League (NFL). Al college ha giocato con l'Università Statale della Louisiana.

## Carriera universitaria
Cresciuto a Mobile, in Alabama, si è messo in evidenza giocando a football alla Murphy High School. Ricevette quindi offerte da vari college come Michigan, Alabama, Florida, USC, South Carolina e soprattutto la Florida State ma scelse l'Università statale della Louisiana (LSU) andando a giocare nel 2017 con gli LSU Tigers impegnati nella Southern Conference (SEC) della Divisione I della Football Bowl Subdivision (FBS) della NCAA.
Nella sua prima stagione giocò le prime cinque partite ma fu poi fermato da un infortunio. Nella sua terza stagione Farrell giocò tutte e 15 le partite, 3 come titolare, contribuendo alla vittoria finale da parte degli LSU Tigers del campionato.
Per la stagione 2020 Farrell annunciò inizialmente di non voler giocare, a causa di problemi familiari legati alla pandemia da COVID-19, ma in seguito cambiò decisione. Farrell registrò in stagione complessivamente 255 tackle, 1 sack e 1 fumble forzato.
Farrel valutó quindi di candidarsi per il Draft NFL 2021 ma decise poi di utilizzare l'anno extra di eleggibilità concesso agli atleti di college che avevano giocato nel 2020, viste le limitazioni alle attività dovute alla pandemia da COVID-19, e così giocò anche per il 2021, suo quinto anno, con i Tigers. Disputò nella stagione 2021 tutte le 12 partite da titolare, mettendo a segno complessivamente 45 tackle, di cui 20 solitari, 2 sack e 2 intercetti. Dopo il termine della carriera di college giocò al Senior Bowl 2022 dove fu nominato miglior difensore per l'American Team.
| Stagione | Stagione | Stagione   | Stagione   | Stagione | Stagione | Difesa  | Difesa  | Difesa  | Difesa | Difesa | Difesa |
| Anno     | Squadra  | Campionato | Conference | P        | PT       | T. tot. | T. sol. | T. ass. | Sack   | Pdev   | FF     |
| -------- | -------- | ---------- | ---------- | -------- | -------- | ------- | ------- | ------- | ------ | ------ | ------ |
| 2017     | LSU      | FBS Div. I | SEC        | 5        | 0        | 5       | 1       | 4       | 0,0    | 0      | 0      |
| 2018     | LSU      | FBS Div. I | SEC        | 10       | 0        | 23      | 10      | 13      | 1,5    | 1      | 0      |
| 2019     | LSU      | FBS Div. I | SEC        | 15       | 3        | 46      | 15      | 31      | 3,0    | 1      | 1      |
| 2020     | LSU      | FBS Div. I | SEC        | 10       | 6        | 25      | 9       | 16      | 1,0    | 1      | 1      |
| 2021     | LSU      | FBS Div. I | SEC        | 12       | 12       | 45      | 20      | 25      | 2,0    | 2      | 0      |
| Totale   | Totale   | Totale     | Totale     | 52       | 21       | 144     | 55      | 89      | 7,5    | 5      | 2      |

Fonte: LSU Tigers
In grassetto i record personali in carriera

## Carriera professionistica

### Las Vegas Raiders
Farrell fu scelto nel corso del quarto giro (126º assoluto) del Draft NFL 2022 dai Las Vegas Raiders.
Il 10 giugno 2022 Farrell firmò il suo contratto da rookie con i Raiders, un accordo quadriennale da 4,4 milioni di dollari con un bonus alla firma di 720.000 dollari e un'opzione di prolungamento per un quinto anno. Farrell scelse di giocare col numero 93.
Il 30 agosto 2022 Farrel fu inserito nel roster attivo iniziale della squadra.
Fece il suo debutto da professionista nella NFL il 10 ottobre 2022, nella gara della settimana 5 contro i Kansas City Chiefs persa dai Raiders 30-29, dove giocò 21 snap e mise a segno il suo primo tackle. Nella partita della settimana 9, la sconfitta 20-27 contro i Jacksonville Jaguars, Farrell si mise in evidenza come uno dei migliori rookie della settimana, giocando da subentrante in difesa e negli special team. La sua prima stagione si chiuse con 12 placcaggi in 9 presenze, nessuna delle quali come titolare.
Il 27 luglio 2023, all'inizio del training camp estivo, Farrell fu inserito nella lista infortunati per cause diverse dal football. Il 9 agosto 2023, superato un controllo medico, poté riprendere la preparazione per la stagione.

### Kansas City Chiefs
Il 29 agosto 2023 i Raiders scambiarono Farrel con i Kansas City Chiefs per una scelta al 6º giro del Draft NFL 2024.
Con i Chiefs Farrell vinse il 
Super Bowl LVIII contro i San Francisco 49ers sconfitti 25-22. Nel Super Bowl Farrell mise a tabellino un tackle e un passaggio deviato.
Prima dell'inizio della stagione 2024 Farrell non rientrò nel roster attivo iniziale dei Chiefs e il 27 agosto 2024 fu svincolato per poi essere aggregato alla squadra di allenamento il giorno successivo. Il 31 agosto 2024 fu svincolato.

### Miami Dolphins
Il 26 settembre 2024 Farrell firmò per la squadra di allenamento dei Miami Dolphins. L'11 novembre fu promosso nel roster attivo. Il 21 dicembre fu svincolato per poi rifirmare nuovamente per la squadra di allenamento tre giorni dopo.

## Palmarès
- Super Bowl : 1

Kansas City Chiefs: LVIII
- American Football Conference Championship: 1

Kansas City Chiefs: 2023

## Statistiche

### Stagione regolare
| Stagione | Stagione | Stagione | Stagione | Difesa  | Difesa  | Difesa  | Difesa | Difesa | Difesa |
| Anno     | Squadra  | P        | PT       | T. tot. | T. sol. | T. ass. | Sack   | Int.   | FF     |
| -------- | -------- | -------- | -------- | ------- | ------- | ------- | ------ | ------ | ------ |
| 2022     | LV       | 9        | 0        | 12      | 3       | 9       | 0,0    | 0      | 0      |
| 2023     | KC       | 3        | 0        | 1       | 1       | 0       | 0,0    | 0      | 0      |
| 2024     | MIA      | 7        | 0        | 2       | 1       | 1       | 0,0    | 0      | 0      |
| Totale   | Totale   | 19       | 0        | 15      | 5       | 10      | 0,0    | 0      | 0      |

### Play-off
| Stagione | Stagione | Stagione | Stagione | Difesa  | Difesa  | Difesa  | Difesa | Difesa | Difesa |
| Anno     | Squadra  | P        | PT       | T. tot. | T. sol. | T. ass. | Sack   | Int.   | FF     |
| -------- | -------- | -------- | -------- | ------- | ------- | ------- | ------ | ------ | ------ |
| 2023     | KC       | 2        | 0        | 1       | 0       | 1       | 0,0    | 0      | 0      |
| Totale   | Totale   | 2        | 0        | 1       | 0       | 1       | 0,0    | 0      | 0      |

Fonte: Football Database

Statistiche aggiornate alla settimana 16 della stagione 2024